# Rhypodes sericatus
Rhypodes sericatus är en insektsart som beskrevs av Robert L. Usinger 1942. Rhypodes sericatus ingår i släktet Rhypodes och familjen fröskinnbaggar. Inga underarter finns listade i Catalogue of Life.